# Die Buchfinken

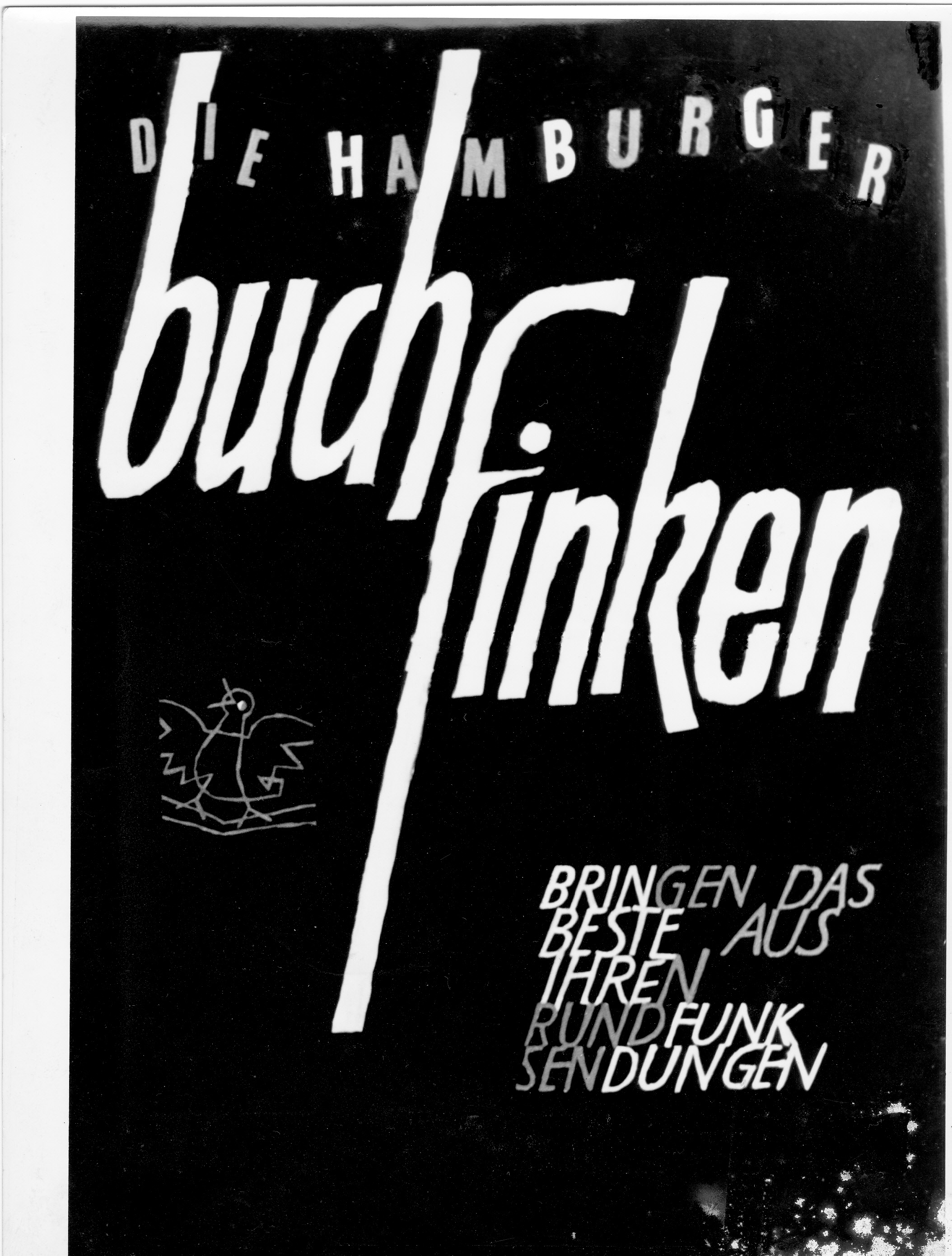
Tourneeplakat 1954

Das Hamburger Bücherbrettl Die Buchfinken war von 1952 bis 1957 ein literarisches Kabarett, dessen Anspruch es war, das Lesen guter Bücher zu propagieren. Es wurde von renommierten Buchhandlungen sowie vom  Börsenverein des Deutschen Buchhandels gefördert.

## Geschichte
1952 ins Leben gerufen, unternahmen die Buchfinken in den Folgejahren zahlreiche Gastspielreisen durch die Bundesrepublik. Als Veranstalter fungierten meist die führenden Buchhandlungen der besuchten Städte. 1952 und 1953 stellten sie dem Fachpublikum der Frankfurter Buchmesse jeweils ihr neues Programm vor. Die neuartige Idee eines rein literarischen Kabaretts wurde schon im Gründungsjahr vom NWDR aufgegriffen, der regelmäßig die Sendungen des Hamburger Bücherbrettls ausstrahlte. Programme mit den Buchfinken liefen auch im Hessischen und Süddeutschen Rundfunk, in Radio Bremen sowie im Fernsehen.

## Konzeption
Die Programme der Buchfinken waren nicht als Lesungen, sondern als Kleinkunst-Nummernprogramme gestaltet. Die Buchtexte wurden in szenischer Form dargeboten, oft dialogisiert, auch musikalisch gestaltet. Zwischentexte und Chansons sowie die Programmhefte wiesen auf die jeweiligen Autoren, Buchtitel und Verlage hin. Aufgrund ihrer Konzeption verfügten die Buchfinken über prominente Autoren wie Bert Brecht, Thomas Mann, Christian Morgenstern, Kurt Tucholsky, Mark Twain.

## Ensemble

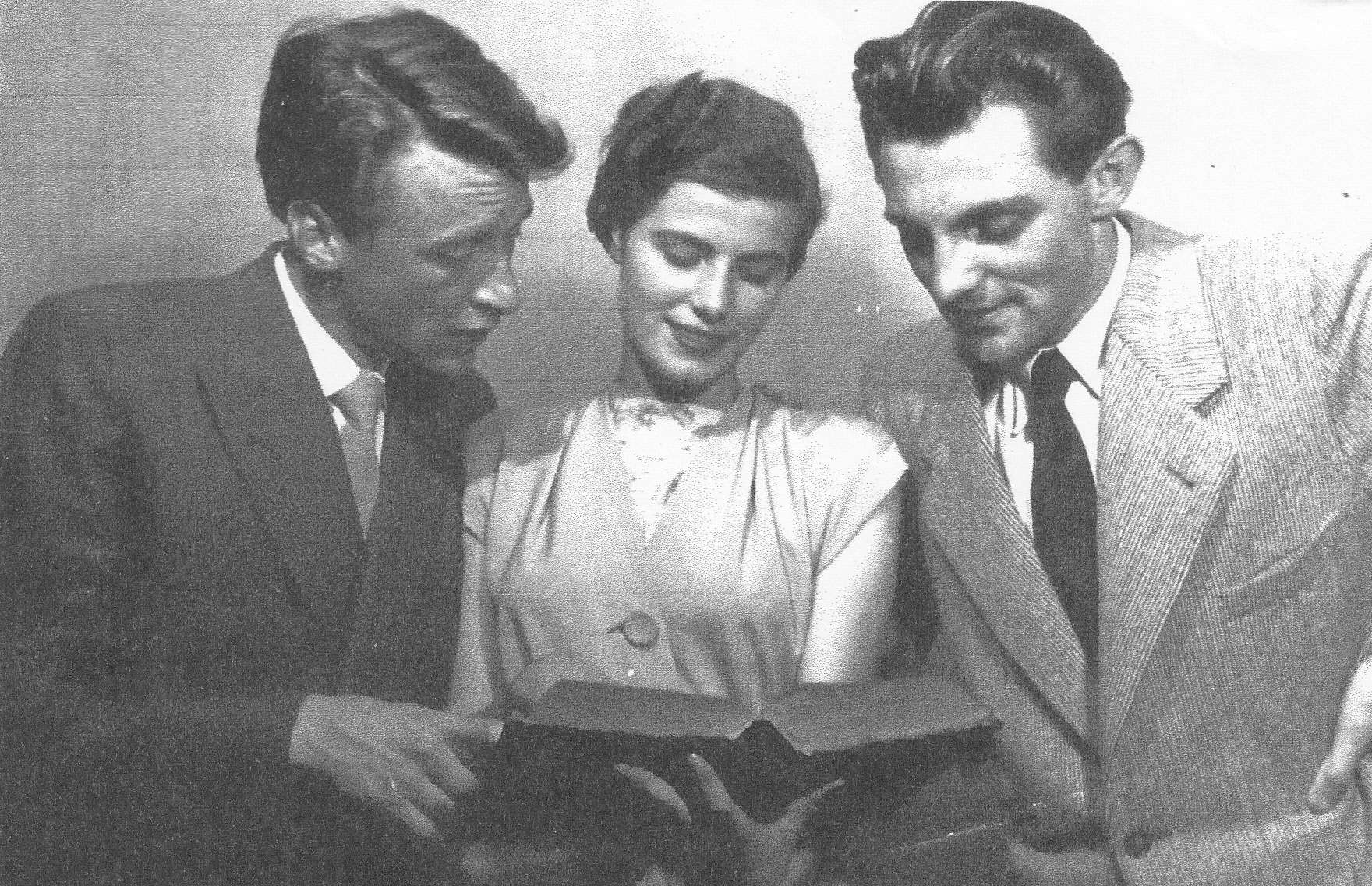
Die Buchfinken 1952: Günther Schramm, Karin Josephi, Dietrich Neuhaus

Die Programmgestaltung lag bei Dietrich Neuhaus, dem Gründer und Leiter. Dem Ensemble gehörten unter anderen Günther Schramm und Helmut Griem an, die hier entdeckt wurden. Ferner als Komponist und Arrangeur Nils Sustrate. Da die Genannten bald an prominente Theater verpflichtet wurden und/oder bei Film und Fernsehen Karrieren machten, löste sich das idealistische Ensemble trotz großer Erfolge 1957 auf.

## Programme
- Freut euch des Lesens (1952/53)
- Lesen und lesen lassen (1953)
- Literallala (1954)
- Das spricht Bände (1954/55)
- Von Büchern und Menschen (1956)

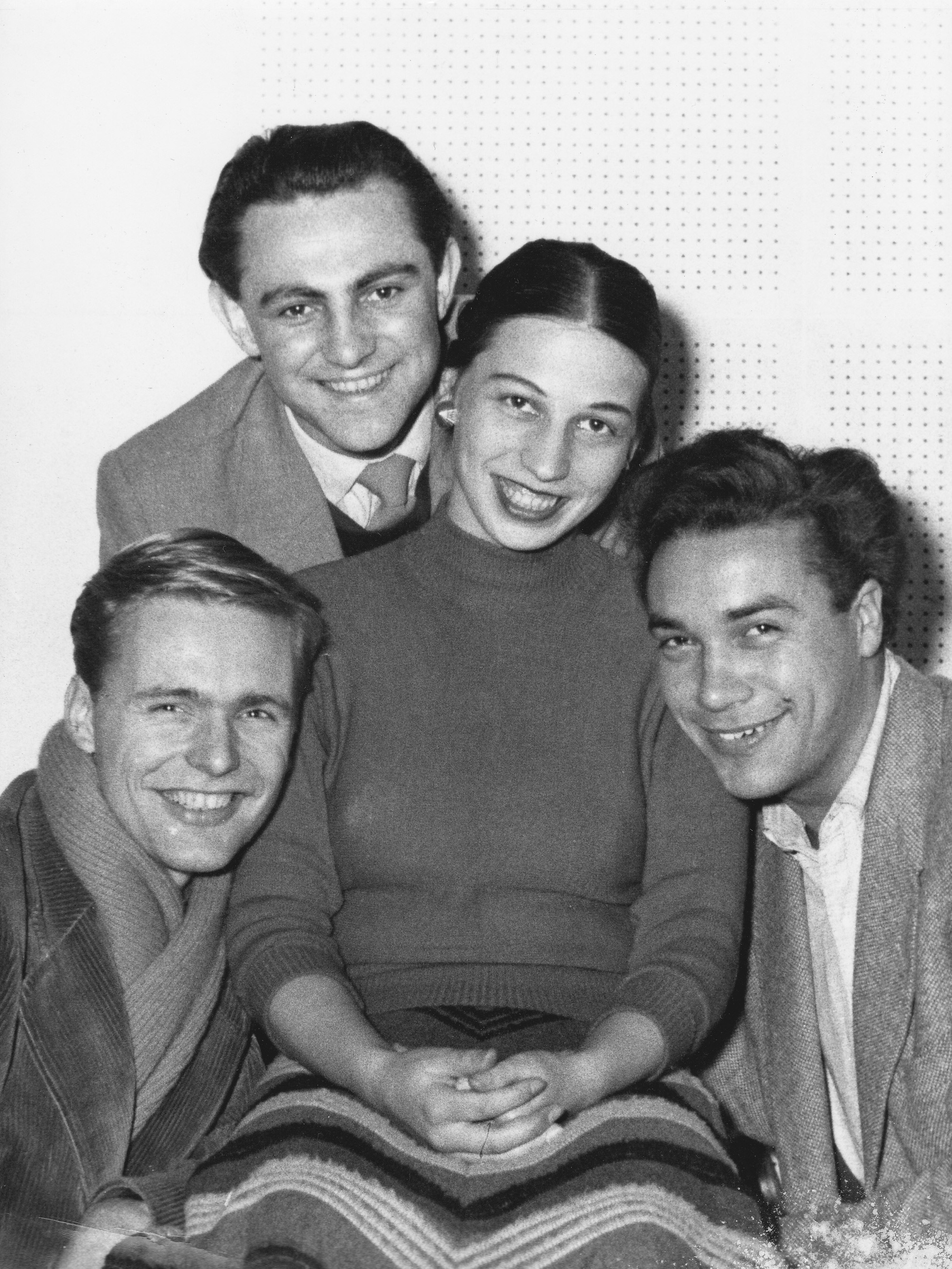
Die Buchfinken 1954: Helmut Griem, Dietrich Neuhaus, Käthe Straßburger, Nils Sustrate

- Gutenberg ist an allem schuld (1956/57)